# Astronautgrupp 2

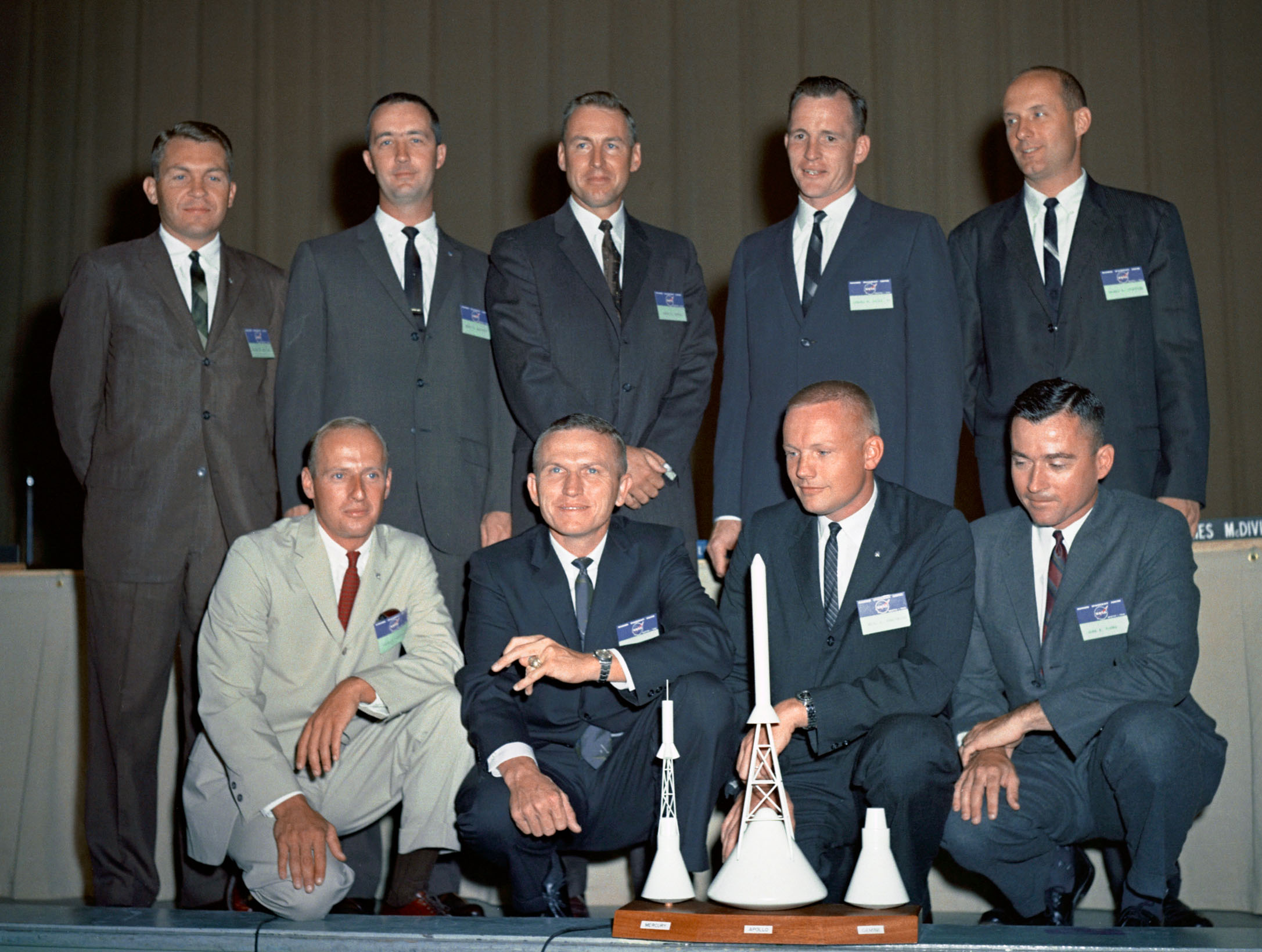
Astronautgrupp 2
Stående från vänster: See, McDivitt, Lovell, White, & Stafford.
Sittande från vänster: Conrad, Borman, Armstrong, & Young

Astronautgrupp 2 var den andra astronautgruppen, det vill säga personer som vid ett visst tillfälle har antagits till astronaututbildning. Gruppen togs ut den 17 september 1962. 
Gruppen valdes ut för att föra fram USA:s rymdprogram efter Mercuryprogrammet. Den här gruppen anses vara den mest kvalificerade grupp som någonsin uttagits till NASA:s astronautkår. Av de 263 sökande som klarat sig genom första omgången uttagstester valde man ut nio personer för astronautkåren. Det huvudsakliga syftet med att ta ut denna nya grupp av astronauter var för att kunna genomföra Geminiprogrammet och dess efterföljare Apolloprogrammet. Geminiprogrammet var för övrigt övningar till samtliga komponenter som skulle ingå i Apolloprogrammet som syftade till att landa en människa på månen och föra henne åter till Jorden innan 1960-talet var till ända.
Astronautgruppen har kallats både Geminigruppen och De nästa nio.

## Rymdfararna
| Namn               | Flygning                                                  | Notering                                             |
| ------------------ | --------------------------------------------------------- | ---------------------------------------------------- |
| Neil A. Armstrong  | Gemini 8, Apollo 11                                       | Första människan på månen.                           |
| Frank F. Borman    | Gemini 7, Apollo 8                                        |                                                      |
| Charles P. Conrad  | Gemini 5, Gemini 11, Apollo 12, Skylab 2                  |                                                      |
| Jim Lovell         | Gemini 7, Gemini 12, Apollo 8, Apollo 13                  |                                                      |
| James A. McDivitt  | Gemini 4, Apollo 9                                        |                                                      |
| Elliott M. See     |                                                           | Dog i flygkrasch innan rymdflygning kunde ske.       |
| Thomas P. Stafford | Gemini 6, Gemini 9, Apollo 10, Apollo-Sojuz-testprojektet |                                                      |
| Edward H. White    | Gemini 4, Apollo 1                                        | USA:s första rymdpromenad. Omkom i Apollo 1 branden. |
| John W. Young      | Gemini 3, Gemini 10, Apollo 10, Apollo 16, STS-1, STS-9   |                                                      |